# Phường 3, thị xã Cai Lậy
Phường 3 là một phường thuộc thị xã Cai Lậy, tỉnh Tiền Giang, Việt Nam.

## Địa lý
Phường 3 nằm ở trung tâm thị xã Cai Lậy, có vị trí địa lý:
- Phía đông giáp phường Nhị Mỹ
- Phía tây giáp Phường 2
- Phía nam giáp Phường 1
- Phía bắc giáp các xã Mỹ Hạnh Trung và Tân Bình

Phường 3 có diện tích 3,36 km², dân số năm 2013 là 3.323 người, mật độ dân số đạt 990 người/km².

## Lịch sử
Phường 3 được thành lập vào ngày 26 tháng 12 năm 2013 trên cơ sở điều chỉnh 278,19 ha diện tích tự nhiên, 2.778 người của xã Tân Bình và 57,56 ha diện tích tự nhiên, 545 người của xã Nhị Mỹ.
Sau khi thành lập, phường có 335,75 ha diện tích tự nhiên, dân số là 3.323 người.